# Satanic Surfers
Satanic Surfers és una banda sueca de hardcore melòdic formada l'any 1989 pel cantant Erik Kronwall, el bateria Rodrigo Alfaro, Frederik Jakobsen i Magnus Blixtberg a les guitarres i Tomek Sokolowski al baix.

## Trajectòria
Satanic Surfers va treure el seu primer disc Skate to Hell el 1993 en la que fou la primera referència de la discogràfica Bad Taste Records.
Ulf Eriksson va substituir Erik a la veu el 1994 a Keep Out a Burning Heart Records, tot i que durant la gira Alfaro es va convertir en el cantant a la vegada que tocava la bateria.
Després tres discos més a Burning Heart i diversos canvis de formació, el grup retorna a Bat Taste l'any 2000 amb el recopilatori Songs from de Crypt i el disc Fragments and Fractions.
Després de Unconsciously Confined el 2002, el baixista Andy Dahlström i el bateria Robert Samsonovitz es van afegir al grup, i van treure el seu darrer àlbum Taste de Poison el 2005.
Satanic Surfers va romandre en actiu fins al 2007, any en què van anunciar la dissolució per a emprendre d'altres projectes musicals.
El 2015, el grup va anunciar que es recomponia per a fer una gira de festivals d'estiu que va començar al Resurrection Fest de Viveiro.

## Components
- Erik Kronwall - veu (1989-1994)
- Magnus Lövberg - guitarra (1990-1992)
- Ulf Eriksson - veu (1994)
- Rodrigo Alfaro - bateria (1989-2001), veu (1994-2007)
- Fredrik Jakobsen - guitarra (1989-2007)
- Magnus Blixtberg - guitarra (1993-2007)
- Tomek Sokołowski - baix (1989-1999)
- Mathias Blixtberg - baix (1999-2003)
- Martin Svensson - bateria (2001-2002)
- Andy Dahlström - baix (2003-2007)
- Robert Samsonovitz - bateria (2004-2007)
- Stefan Larsson - bateria (2014-)

## Discografia
- Meathook love (Demotape 1991)
- Skate to Hell EP (Bad Taste Records, 1993)
- Keep Out EP (Burning Heart Records, 1994)
- Ten Foot Pole & Satanic Surfers Split EP (Bad Taste Records, 1995)
- Hero of Our Time (Theologian/Burning Heart, 1996)
- 666 Motor Inn (Burning Heart, 1997)
- Going Nowhere Fast (Epitaph_Records/Burning Heart, 1999)
- Songs from the Crypt (Bad Taste, 2000)
- Fragments and Fractions (Bad Taste, 2000)
- Unconsciously Confined (Hopeless Records/Bad Taste, 2002)
- Taste the Poison (Bad Taste, 2005)
- Back To Hell (Mondo Macabre, 2018)[3]